# Magamba (Mpanda)
Magamba è una circoscrizione rurale (rural ward) della Tanzania situata nel distretto urbano di Mpanda, regione di Katavi. Conta una popolazione di 14 234 abitanti (censimento 2022).